# Старая Гыя
Старая Гыя — деревня в Кезском районе Удмуртской республики.

## География
Находится в северо-восточной части Удмуртии на расстоянии приблизительно 26 км на север-северо-запад по прямой от районного центра поселка Кез.

## История
Известна с 1721 года как починок Гый. В 1873 году здесь (починок Гыинской или Гыя) учтено 33 двора, в 1905 (уже деревня Гыинская или Старая Гыя) 42 двора, в 1920 (Гыя Старая) — 39 (35 удмуртских и 4 русских), в 1924 — 35. До 2021 года административный центр Гыинского сельского поселения.

## Население
Постоянное население составляло 38 мужчин (1721 год), 79 (1748), 366 человек (1873), 261 (1905), 205 (1924), 327 человек в 2002 году (удмурты 91 %), 227 в 2012.